# دانييلا كاسترو
دانييلا كاسترو (بالإسبانية: Daniela Castro )‏ (و. 1966  م) هي مغنية، وممثلة، وعارضة مكسيكية، ولدت في مدينة مكسيكو، بدأت مشوارها المهني سنة 1986.

## وصلات خارجية
- دانييلا كاسترو على موقع IMDb (الإنجليزية)
- دانييلا كاسترو على موقع قاعدة بيانات الفيلم (الإنجليزية)

- دانييلا كاسترو في قاعدة بيانات الأفلام على الإنترنت